# 罗文镇
罗文镇，是中华人民共和国四川省达州市万源市下辖的一个乡镇级行政单位。2020年6月，撤销花楼乡，将原花楼乡红星社区和苟家坡村、桅杆坝村、三堡溪村所属行政区域划归罗文镇管辖。

## 行政区划
罗文镇下辖以下地区：
罗文社区、严家坝村、瓦子丘村、杨家坪村、苟家寨村、田家营村、马蹄坝村、钟老坟村、廖家坡村、梨子园村、团堡梁村、火石岭村、桂花溪村和白岩沟村。